# Mayan King
Mayan King (South Stann Creek) ist eine Siedlung im Stann Creek District von Belize. 2010 hatte der Ort 686 Einwohner.

## Geographie
Der Ort liegt am Südufer des South Stann Creek. Nach Westen erstreckt sich das Mango Creek Forest Reserve. In der Nähe liegt der Mayan-King-Waterfall.
Die nächstgelegenen Orte sind Maya Centre im Nordosten, Riversdale und Maya Beach im Südosten und Santa Cruz, Santa Rosa und San Roman im Südwesten.

### Wirtschaft
Haupterwerbszweig für die Einwohner ist die Arbeit in den Bananenplantagen der Umgebung.

### Verkehr
Der Ort liegt am Southern Highway, der im Nordosten nach Dangriga führt und in den Hummingbird Highway mündet. Nach Südwesten verläuft der Southern Highway über Independence und Dump nach Punta Gorda.

## Klima
Nach dem Köppen-Geiger-System zeichnet sich durch ein tropisches Klima mit der Kurzbezeichnung Af aus.